# ARD Gasteiz
Le Club Hielo de Gasteiz est un club de hockey sur glace espagnol. Créé en 1977, le club cesse ses activités en séniors en 2005 pour se consacrer au Roller-hockey en raison de difficultés financières. Néanmoins, Gasteiz conserve ses équipes de jeunes pour rester un des meilleurs clubs formateurs d'Espagne.

## Palmarès
- Meilleur résultat en Championnat d'Espagne
  - 3e en 2001, 2004
- Meilleur résultats en Cope del Rey
  - 1/2 finaliste en 2004 et 2008

## Historique
| Saison    | Championnat          | Coupe d'Espagne      | Coupe d'Europe       |
| --------- | -------------------- | -------------------- | -------------------- |
| 1975-1976 | ?                    | ?                    | -                    |
| 1976-1977 | Sans activité sénior | Sans activité sénior | Sans activité sénior |
| 1977-1978 | 6e                   | ?                    | -                    |
| 1978-1979 | ?                    | ?                    | -                    |
| 1979-1980 | 7e                   | ?                    | -                    |
| 1980-1981 | 6e                   | ?                    | -                    |
| 1981-1982 | 6e                   | ?                    | -                    |
| 1982-1983 | 1er (2° Division)    | ?                    | -                    |
| 1983-1984 | ?                    | ?                    | -                    |
| 1984-1985 | 5e                   | ?                    | -                    |
| 1985-1986 | ?                    | ?                    | -                    |
| 1986-1987 | Pas de championnat   | ?                    | -                    |
| 1987-1988 | Pas de championnat   | ?                    | -                    |
| 1988-1989 | 5e                   | ?                    | -                    |
| 1989-1990 | 5e                   | ?                    | -                    |
| 1990-1991 | 5e                   | ?                    | -                    |
| 1991-1992 | 5e                   | 1/4 Finale           | -                    |
| 1992-1993 | 5e                   | ?                    | -                    |
| 1993-1994 | 5e                   | ?                    | -                    |
| 1994-1995 | 5e                   | ?                    | -                    |
| 1995-1996 | 5e                   | ?                    | -                    |
| 1996-1997 | 5e                   | 1/4 Finale           | -                    |
| 1997-1998 | 1/2 Finale           | 1/4 Finale           | -                    |
| 1998-1999 | 6e                   | ?                    | -                    |
| 1999-2000 | 6e                   | ?                    | -                    |
| 2000-2001 | 1/2 Finale           | ?                    | -                    |
| 2001-2002 | 6e                   | ?                    | -                    |
| 2002-2003 | 5e                   | ?                    | -                    |
| 2003-2004 | 1/2 Finale           | 1/2 Finale           | -                    |
| 2004-2005 | 6e                   | ?                    | -                    |
| 2005-2007 | Sans activité sénior | Sans activité sénior | Sans activité sénior |
| 2007-2008 | 1/2 Finale           | 1/2 Finale           | -                    |